# Foton–M2
A Foton–M2 az Európai Űrügynökség és az Orosz Szövetségi Űrügynökség együttműködésével indított orosz Foton–M típusú műhold, mely a kozmikus sugárzás fizikai és biológiai hatásait kutatta. A programban  a magyar KFKI Atomenergia Kutatóintézet Sugárvédelmi Kutatócsoportja is részt vett. A műholdon a 39 mérőberendezés össztömege 385 kg volt. A visszatérő egység külső felületére felszerelt BIOPAN–5 kísérlet 15 mérőegységéből hármat magyar kutatók terveztek és építettek meg.

## Küldetés
A Foton–M2-t Bajkonuri űrrepülőtérről indították 2005. május 31-én Szojuz–U hordozórakétával. A műhold visszatérő egysége 2005. június 16-án szállt le a kazahsztáni Kosztanaj közelében.